# 柿崎普美
柿崎 普美（かきざき ふみ）は、日本の漫画家。1970年代からおもに集英社の「週刊マーガレット」誌上、のちに秋田書店の「月刊プリンセス」に作品を発表していた。分野としてはSFとファンタジーが多い。

## 概要
初期にはSF的なホラーものが多かった。ストーリー展開にやや難があり、パターン化が目につく。主人公は女子高生で、周囲に怪しい事件が起き、それに前後して不審な男が彼女を付け狙う。しかし実は彼は彼女の味方で、彼女を助けて真の敵を倒す、という構成の作品が多い。敵の正体は宇宙人かそれに類するものが多かった。この手の作品の代表は『悪魔は眠らない』である。
1983年には、純ファンタジー作品『ブラッディ・マリィ』を連載開始。これは魔法世界の物語だが、主人公の魔法の女王は月経の血で成人し、破瓜の血で目覚めるという設定で話題を呼んだ。なお、『バースナイト』はその続編に当たる。
また、後にはSFやファンタジーの設定でのドタバタものも多く手掛けた。『守ってあげたい♥』は映画『ターミネーター』の設定。
もっとも連載が長かったのは『白球を叩け!』で、単行本は全4巻。これは若桜木虔の小説が「きらめきの季節」の題名で映画化されたときにコミカライズされたもので、卓球が舞台の純スポーツ漫画。主人公の少女は心臓病（心房中隔欠損症）で激しい運動ができないが、瞬発的な運動を短時間ならできるので、サーブを鍛え、前陣速攻で闘うという設定。

## 単行本
- マーガレット・コミックス（集英社）
  - 恋に気づいたの?
  - ダンダンの詩（うた）
  - せいいっぱいのテレパシー
  - 白球を叩け! （全4巻）（原作：若桜木虔）
  - 白い手の殺意
  - 吸血樹（きゅうけつき）
  - 悪魔は眠らない（全3巻）
  - スターダスト・ストーリー（全2巻）
  - 星樹（せいじゅ）（全2巻）
  - 闇からの呼び声…
  - ブラッディ・マリィ（全2巻）
  - 青の天使たち
  - まじかる☆カンパニー
  - 顔のない悪魔
  - 金色の闇
  - ブルー・センチメンタル
  - ダーク・ハンター
  - 守ってあげたい♡
  - 胸騒ぎエッセンス
  - 魔性封殺（全2巻）
- プリンセス・コミックス（秋田書店）
  - 闇姫転生（全3巻）
  - デビルズ・ゾーン（全2巻）
  - 死人狩り（しびとがり）
- ホラーコミックススペシャル（秋田書店）
  - バースナイト（全3巻）
  - 妖星王（ようせいおう）（全2巻）
- ミッシイコミックスDX（主婦の友社）
  - 時の狩人
- エメラルドコミックスハーレクインシリーズ（宙出版）
  - 星影のタンゴ（原作：パティ・ベックマン）
  - イヤリングの男（原作：エリザベス ・オールドフィールド）